# Канзас-Сіті Чифс

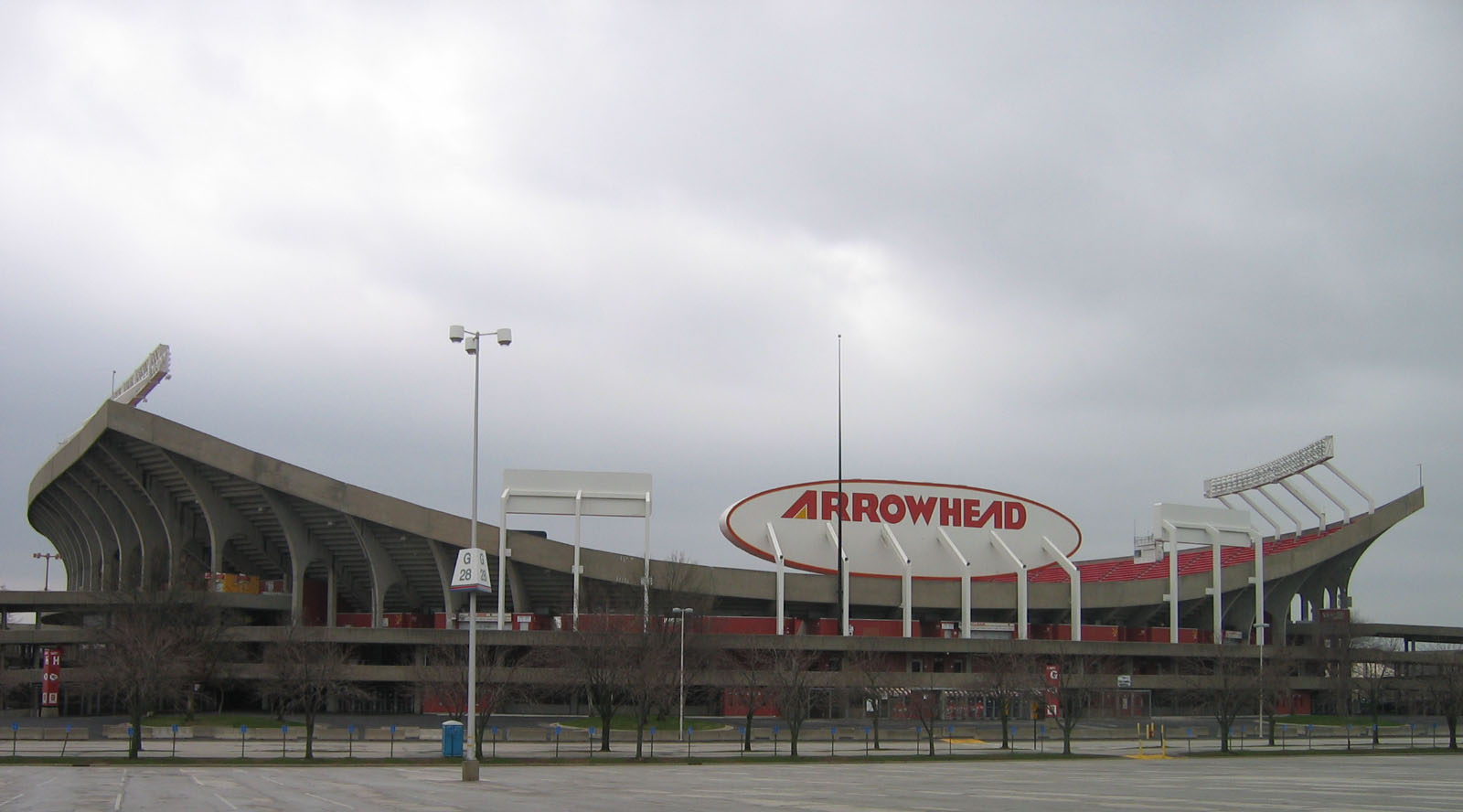
Аррогед Стадіум

«Ка́нзас-Сі́ті Чіфс» (англ. Kansas City Chiefs) — професійна команда з американського футболу, розташована в місті Канзас-Сіті в штаті Міссурі. Команда є членом Західного дивізіону, Американської футбольної конференції, Національної футбольної ліги.
Команда розпочала свою історію в 1959 році під назвою “Даллас Тексанс”, створена бізнесменом Ламаром Гантом і стала одним із засновників Американської футбольної ліги (AFL). У 1963 році команда переїхала до Канзас-Сіті та отримала свою нинішню назву. У 1970 році після об’єднання AFL і NFL команда стала частиною NFL. Станом на 2024 рік, вартість франшизи перевищує 4,85 мільярда доларів США.
Після смерті Ламара Ганта у 2006 році його дружина Норма та діти стали юридичними власниками команди. Після смерті Норми у 2023 році її частка у франшизі перейшла до дітей. Кларк Гант, один із їхніх синів, обіймає посаду голови та генерального директора з 2006 року й має остаточну владу над кадровими рішеннями. Він також представляє команду на зборах власників ліги.
“Чіфс” здобули три чемпіонські титули AFL у 1962, 1966 і 1969 роках і стали другою командою AFL (після “Нью-Йорк Джетс”), яка перемогла команду NFL у Супербоулі. Це сталося в Супербоулі IV, де вони здолали “Міннесота Вайкінгз”. Цей матч був останнім перед повним об’єднанням ліг. “Чіфс” також стали другою командою після “Грін-Бей Пекерз” (суперників у Супербоулі I), яка двічі брала участь у Супербоулі, і першою командою AFL, яка вийшла у фінал чемпіонату в різні десятиліття.
Попри ранні успіхи, команда довго не досягала значних результатів у плейоф, програвши десять із одинадцяти матчів плейоф у період з 1993 по 2018 роки, включно з серією з восьми поразок поспіль.
Однак із того часу “Чіфс” перетворилися на династію під керівництвом головного тренера Енді Ріда, квотербека Патріка Махоумса, тайт-енда Тревіса Келсі та захисного лайнмена Кріса Джонса. Команда взяла участь у чотирьох Супербоулах із 2019 року, здобувши перемоги в трьох із них: LIV, LVII та LVIII.

## Логотипи та уніформа
Коли “Тексанс” почали виступати у 1960 році, їхній логотип зображував білий контур штату Техас із жовтою зіркою на місці Далласа. Спочатку Ламар Гант обрав для форми “Тексанс” кольори колумбійський синій і помаранчевий, але після того, як Бад Адамс вибрав колумбійський синій і червоний для “Г’юстон Ойлерз”, Гант змінив кольори на червоний і золотий. Ці кольори залишаються основними для франшизи донині.
Шолом із контуром Техасу замінив дизайн у формі наконечника стріли, який Ламар Гант спочатку намалював на серветці. В основі накладених ініціалів “KC” лежало натхнення від “SF” у логотипі “Сан-Франциско 49ерс”. На відміну від овального дизайну “49ерс”, ініціали “KC” з’являються всередині білого наконечника стріли, оточеного тонким чорним контуром.
З 1960 по 1973 рік шоломи “Чіфс” мали сірі перекладини для захисту обличчя, але в 1974 році їх замінили на білі, зробивши “Чіфс” однією з перших команд (разом із “Сан-Дієго Чарджерз”, які тоді запровадили жовті перекладини) у NFL, що відійшли від сірих масок.
Дизайн уніформи “Чіфс” практично не змінювався протягом історії клубу, за винятком чотирьох незначних змін. Уніформа включає червоний шолом і червоні або білі футболки з номерами й іменами протилежного кольору. З 1960 по 1967 рік та з 1989 по 1999 рік команда використовувала білі штани з обома футболками. Починаючи з 2009 року, під час епохи Піолі/Гейлі, команда почала чергувати білі й червоні штани для виїзних ігор. До 15 вересня 2013 року “Чіфс” завжди носили білі штани з червоними футболками.
“Чіфс” не мають офіційної альтернативної форми, хоча неофіційні варіанти продаються для рітейлу.
У сезоні 2006 року команда зіграла в білих футболках і білих штанах удома в матчі-відкритті проти “Цинциннаті Бенгалз”, щоб змусити суперника грати у своїй чорній формі в спекотний день.
У 2007 році “Канзас-Сіті Чіфс” вшанували Ламара Ганта та AFL спеціальним нашиванням, яке містило логотип AFL із 1960-х років і ініціали “LH” всередині футбольного м’яча. У 2008 році ця нашивка стала постійною частиною як домашньої, так і виїзної уніформи “Чіфс”.
У 2009 році команда брала участь у святкуванні 50-річчя AFL, використовуючи “ретро-форму” в окремих матчах сезону.
15 вересня 2013 року “Чіфс” вперше в історії команди зіграли в комбінації червоних футболок і червоних штанів на матчі проти “Даллас Ковбойз”. З того часу цей варіант став офіційним і використовується переважно у прайм-тайм матчах удома. Цей дизайн також став основою для їхньої форми в стилі Color Rush.

## Досягнення
Переможці чемпіонату ліги (5)
- Переможці чемпіонату АФЛ (2): 1962, 1966
- Переможці Супербоулу (3): 1969, 2019, 2022, 2024.

- Переможці конференції (3): 2019, 2020, 2022

Переможці дивізіону (15)
- Захід АФЛ: 1962, 1965, 1966
- Захід АФК: 1971, 1993, 1995, 1997, 2003, 2010, 2016, 2017, 2018, 2019, 2020, 2021, 2022.